# Agha
Agha eller Aga (från turkiskans ağa, vilket på svenska motsvarar en form av "herre"), var en hög civil och militär titel som användes av officerare i Osmanska riket. Titeln användes bland annat av janitsjarerna och azaperna och lades till, som suffix, efter förnamnet.